# Baía de Ferguson
A baía de Ferguson é uma estreita passagem localizada na ilha Thule (Morrell), pertencente ao conglomerado de ilhas vulcânicas Thule do Sul. É, de fato, o único local seguro para ancoragem em Thule do Sul. Foi nesta baía que a Força Aérea Argentina construiu a base de Corbeta Uruguay, iniciando sua ocupação — a única habitada em todo o arquipélago das Ilhas Sandwich do Sul, e que perdurou de novembro de 1976 até junho de 1982, quando a Marinha Real Britânica deu fim à presença argentina.